# باغ مير (خبر بافت)
باغ میر (بالفارسية: باغ میر) هي قرية تقع في إيران في Khabar Rural District.